# William McMahon McKaig

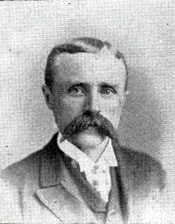
William McMahon McKaig

William McMahon McKaig (* 29. Juli 1845 in Cumberland, Maryland; † 6. Juni 1907 ebenda) war ein US-amerikanischer Politiker (Demokratische Partei).
William McKaig studierte Jura und wurde 1868 in die Anwaltschaft aufgenommen. 1873 zog er in das Colorado-Territorium, kehrte später jedoch nach Maryland zurück. 1876 wurde er zum Staatsanwalt von Cumberland ernannt. McKaig gehörte 1877 dem Abgeordnetenhaus von Maryland an und war 1887 Senator im Senat von Maryland. 1890 war er Bürgermeister von Cumberland. McKaig wurde in den Kongress gewählt und vertrat dort vom 4. März 1891 bis zum 3. März 1895 den sechsten Wahlbezirk des Bundesstaates Maryland im US-Repräsentantenhaus.
1894 trat er nicht für eine erneute Kandidatur an und kehrte nach seinem Ausscheiden aus der Politik in seinen früheren Beruf zurück. McKaig starb 1907 in Cumberland und wurde auf dem Rose Hill Cemetery beigesetzt.